# کانجاناپورن سنگکون
کانجاناپورن سنگکون (انگلیسی: Kanjanaporn Saengkoon؛ زادهٔ ۱۸ ژوئیهٔ ۱۹۹۶) بازیکن فوتبال اهل تایلند است.
وی همچنین در تیم ملی فوتبال زنان تایلند بازی کرده‌است.